# Station Tolita
Station Tolita is een spoorwegstation in de Zweedse plaats Tolita. Het station werd geopend in 1915 en ligt aan de Frykdalsbanan. 

## Treinverbindingen
| Serie | Treinsoort       | Route                                             | Bijzonderheden                                                                    |
| ----- | ---------------- | ------------------------------------------------- | --------------------------------------------------------------------------------- |
| 74    | Stoptrein (VTAB) | Karlstad – Kil – Tolita – Sunne – Lysvik – Torsby | Enkele treinen tot Sunne. Stopt beperkt op de haltes Trångstad, Kolsnäs en Oleby. |